# Na Plachtě
Na Plachtě je přírodní památka o rozloze 38,79 ha, která se nachází na jihovýchodním okraji Hradce Králové. Památka vznikla 28. prosince 2013. Oblast spravuje Krajský úřad Královéhradeckého kraje. Zároveň společně se sousední PP Na Plachtě 3 je území PP Na Plachtě evropsky významnou lokalitou soustavy Natura 2000. Území představuje unikátní lokalitu s pestrou faunou a flórou v těsné blízkosti intravilánu Hradce Králové a hradeckých městských lesů.

## Historie

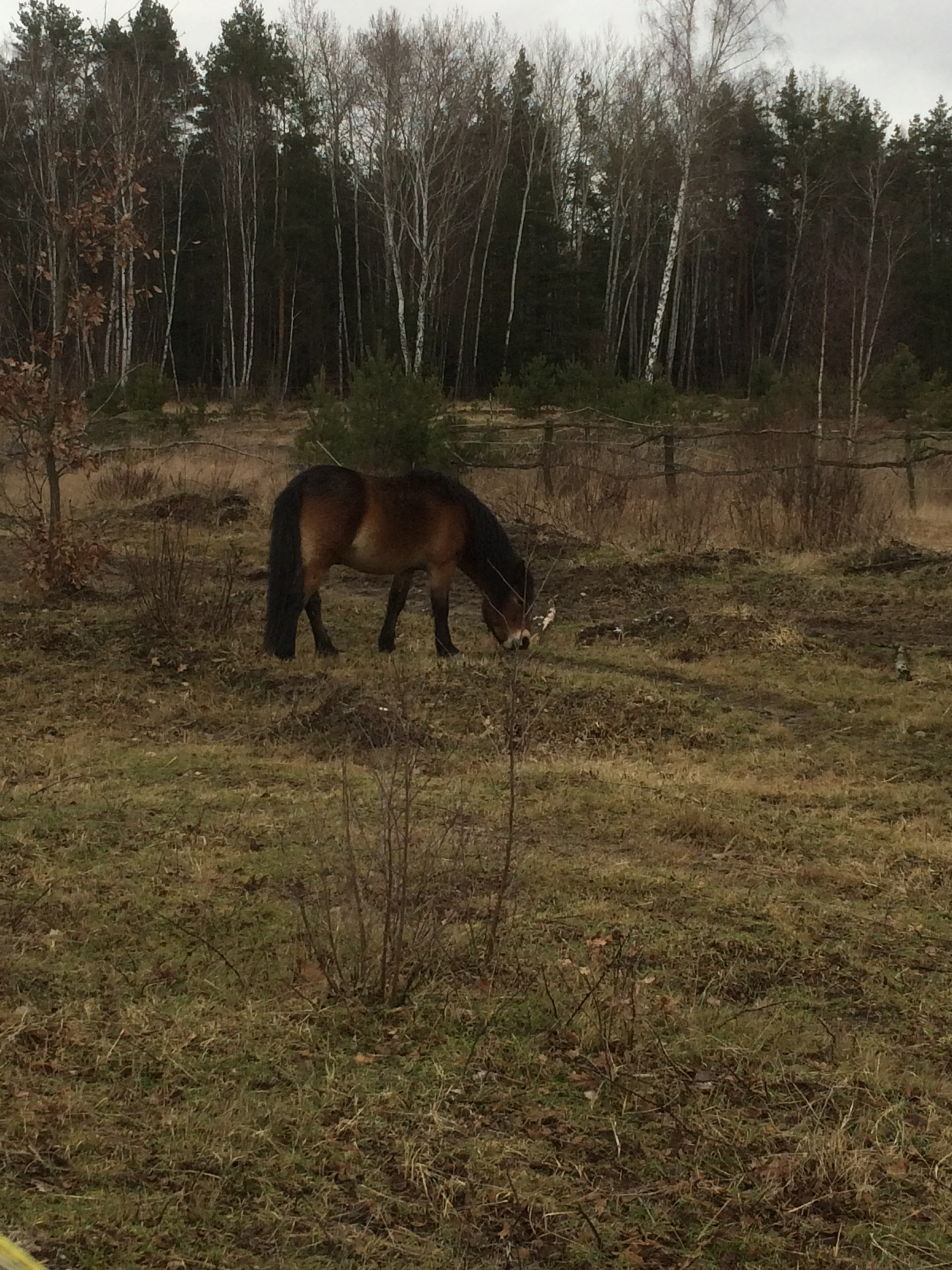
Divocí koně na Plachtě

Od 15. století bylo území dnešních přírodních památek Na Plachtě obecní půdou, takzvané občiny, využívané především jako obecní pastviny.
Od konce 19. století byla Plachta vojenským cvičištěm, kde pravidelně jezdila těžká technika. V letech 1918–1939 bylo cvičiště také využíváno jako vojenské letiště prvorepublikovou armádou. Během 2. světové války využíval plochu aviaklub a v roce 1945 zde přistávala sovětská letadla. V letech 1945 – 1946 probíhala "Na Plachtě" těžba písku a tak vzniklo takzvané centrální jezírko. Od šedesátých let už nebylo místo armádou trvale využívané a tak se začaly na okrajích vytvářet černé skládky komunálního i stavebního odpadu. Armáda cvičiště postupně opustila a větší část přírodní památky přešla do správy Agentury ochrany přírody a krajiny ČR. Významně se na údržbě lokality podílí dobrovolníci a spolky. Průzkumy bylo nalezeno více než 3500 druhů rostlin a živočichů, z toho 104 druhů chráněných českými zákony. Někteří živočichové také nežijí v ČR nikde jinde, než v PP Na Plachtě a v jejím sousedství.
srpen 2008Ekologové, neziskové organizace, přírodovědci, lékaři i obyvatelé Hradce Králové poslali Ministerstvu životního prostředí výzvu k nápravě vymezení návrhu evropsky významné lokality Na Plachtě. Přiložen byl návrh AOPK, odborné odůvodnění návrhu na úpravu, část územního plánu i záměr fy Kelcom na výstavbu v této lokalitě.
srpen 2009Projekt jezírka uprostřed nové rezidenční čtvrti na Plachtě za 11 miliónů korun zablokovala Česká inspekce životního prostředí. Přestože posudek zpracovaný geologickou službou MŽP vyloučil, že by nové jezírko ovlivnilo nedalekou přírodní památku, zpochybnil krajský úřad stavební povolení a stavba musela být zastavena.
prosinec 2013Na území bývalých přírodních památek Na Plachtě 1 a Na Plachtě 2 vznikla přírodní památka Na Plachtě.

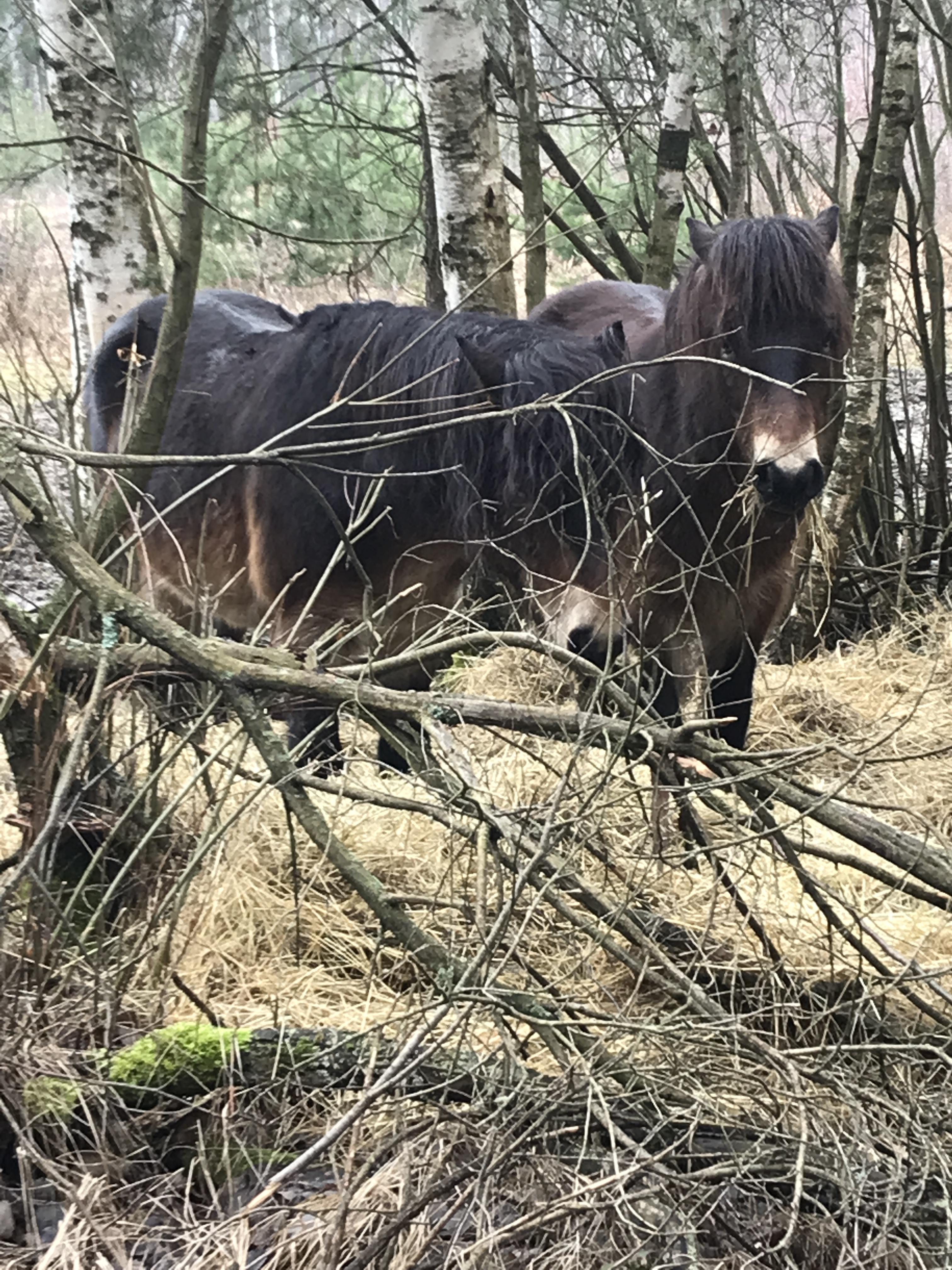
Exmoorský pony na Plachtě

leden 2018na Plachtu byli přivezeni divocí koně původem z anglického Exmooru (Exmoorský pony). Deset hřebců bylo dovezeno z bývalého vojenského prostoru v Milovicích. Později většina stáda kvůli suchu musela být přesunuta do jiných východočeských rezervací.
květen 2020Petici proti vybudování silnice přes přírodní památku Na Plachtě 3 podepsalo 4000 lidí. Autoři petice tvrdili, že radnice zamýšlí vést přes lokalitu komunikaci, to ale zástupci města odmítli a petici prohlásili za bezpředmětnou.
červen 2021Primátor Hradce Králové byl navržen na Ropáka za rok 2020.
prosinec 2022Část přírodní památky Na Plachtě spásají dva buvoli. Jde o pár buvolů domácích, známých také pod názvem buvol vodní, samce a samici. Byli umístěni v blízkosti rybníka Jáma.

#### rok 2025

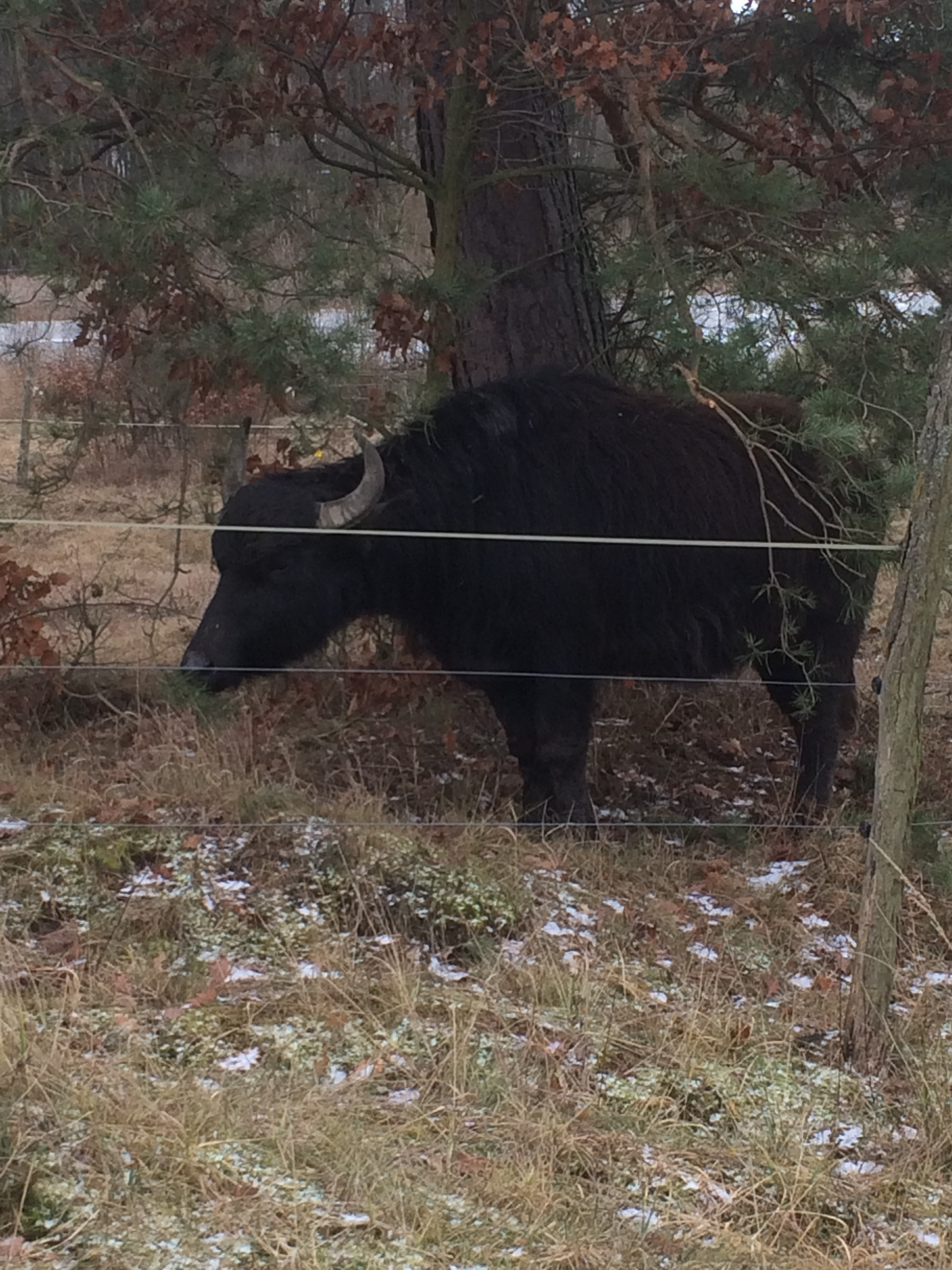
Buvol vodní na Plachtě

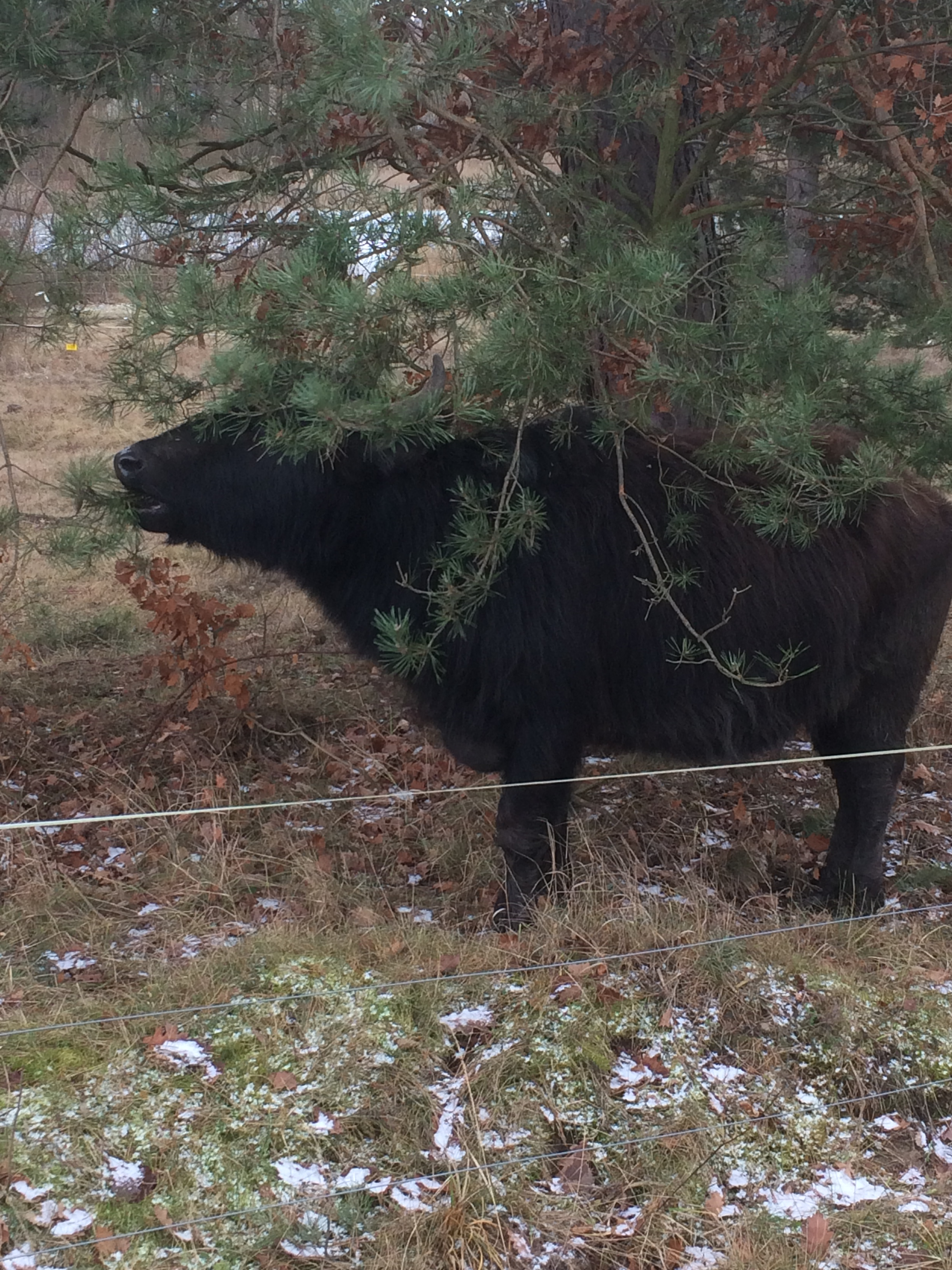
Buvol vodní

V lokalitě probíhá větší odstranění náletových dřevin (cca 3,3 hektaru) k obnově bezlesých stanovišť a také k uvolnění terénu pro vznik Analýzy rizik ohrožení přírodní památky Na Plachtě skládkou odpadů. Tato analýza zkoumá starou ekologickou zátěž (desítky tisíc tun odpadů navozených do lokality převážně v 70. a 80. letech 20. století). Analýza by měla navrhnout možnosti likvidace těchto odpadů. Projekt zajišťuje Agentura ochrany přírody a krajiny ČR. 

## Předmět ochrany
Hlavním předmětem ochrany je populace silně ohroženého čolka velkého (Triturus cristatus), modráska očkovaného (Maculinea teleius), vážky jasnoskvrnné (Leucorrhinia pectoralis) a jejich biotopů a dalších zvláště chráněných druhů živočichů a rostlin, které se v území vyskytují – čolek obecný (Lissotriton vulgaris), čolek horský (Ichthyosaura alpestris), blatnice skvrnitá (Pelobates fuscus), ropucha obecná (Bufo bufo), ropucha zelená (Bufotes viridis), ropucha krátkonohá (Epidalea calamita), rosnička zelená (Hyla arborea), skokan ostronosý (Rana arvalis), skokan štíhlý (Rana dalmatina), skokan skřehotavý (Pelophylax ridibundus), skokan zelený (Pelophylax esculentus), užovka obojková (Natrix natrix), ještěrka obecná (Lacerta agilis), ještěrka živorodá (Zootoca vivipara), slepýš křehký (Anguis fragilis), zmije obecná (Vipera berus), modrásek bahenní (Maculinea nausithous), ohniváček černočárný (Lycaena dispar), listonoh letní (Triops cancriformis), žábronožka letní (Branchipus schaefferi), prstnatec pleťový (Dactylorhiza incarnata), hvozdík pyšný pravý (Dianthus superbus), rosnatka okrouhlolistá (Drosera rotundifolia), kosatec sibiřský (Iris sibirica), všivec mokřadní (Pedicularis sylvatica), prstnatec májový (Dactylorhiza majalis), hadilka obecná (Ophioglossum vulgatum), vemeník dvoulistý (Platanthera bifolia) a pampeliška bahenní (Taraxacum palustre). Biotopem se rozumí jednak stanoviště jejich rozmnožování, vývoje, tak i stanoviště využívaná mimo období rozmnožování. Na lokalitě PP Na Plachtě to jsou rybníky Plachta a Jáma, na ně navazující slatinné louky, soustava periodických tůní, mokřady a obnažené písky s vřesem.

## Galerie

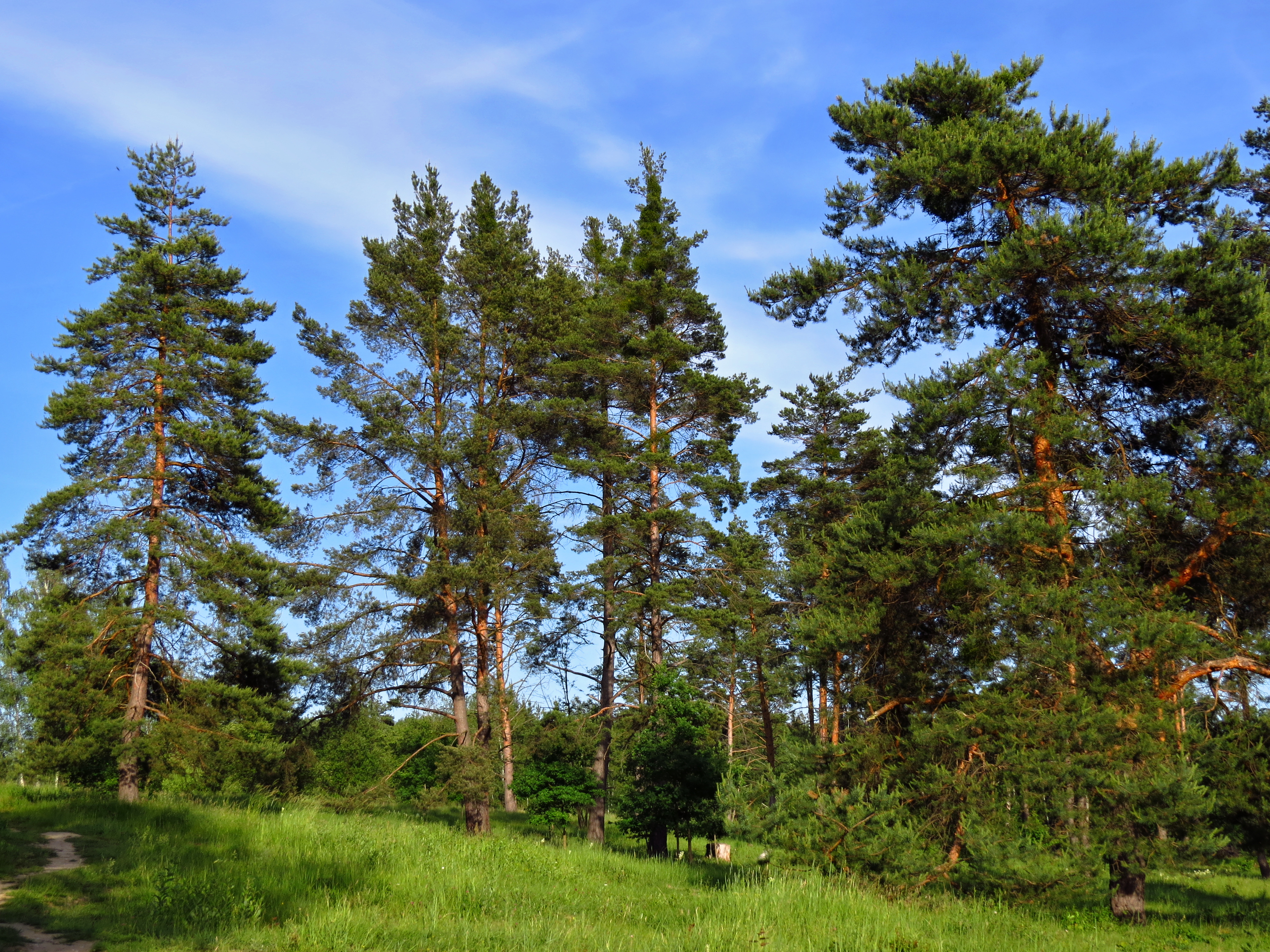
Borovice
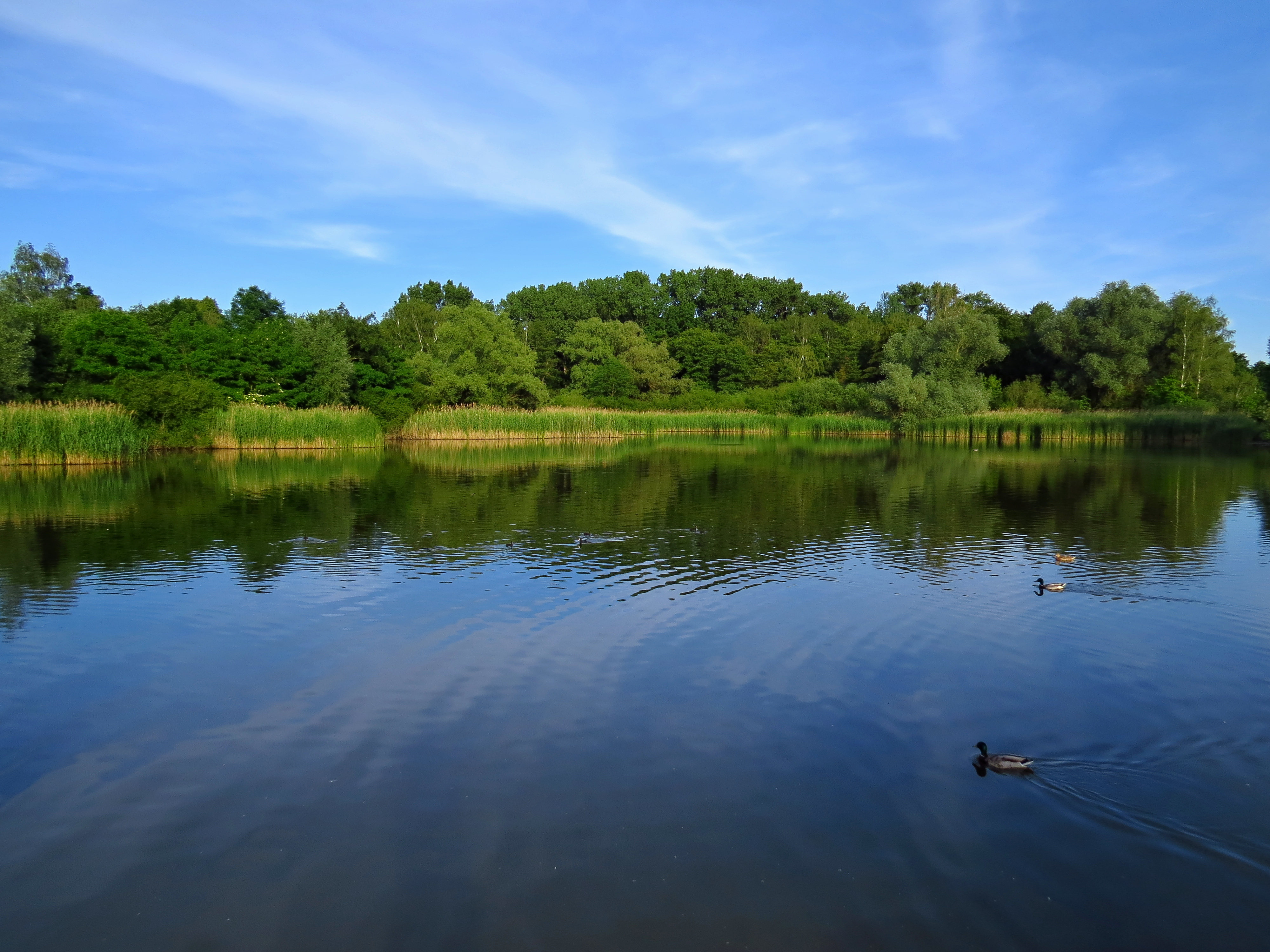
Rybník Jáma
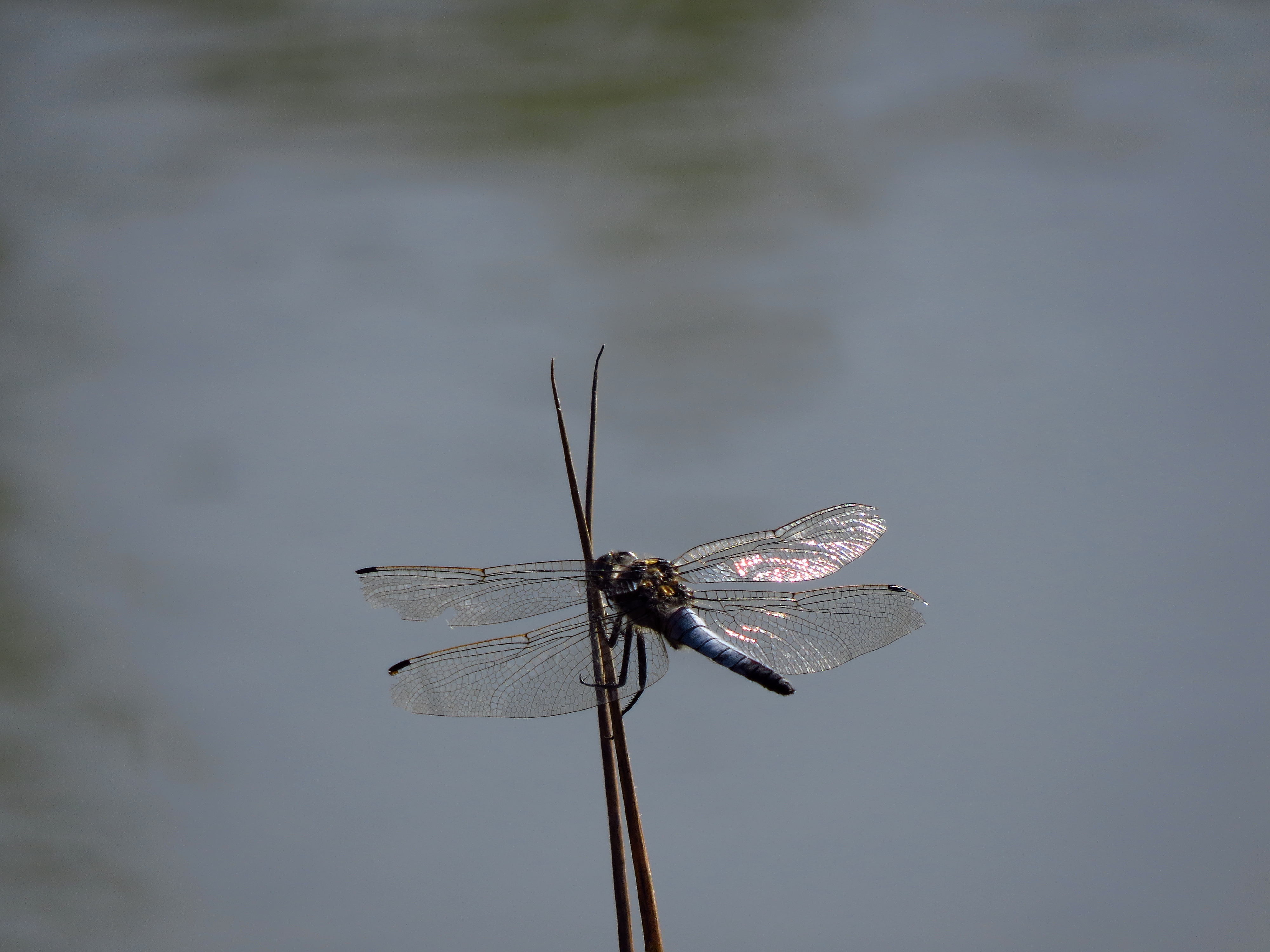
Vážka
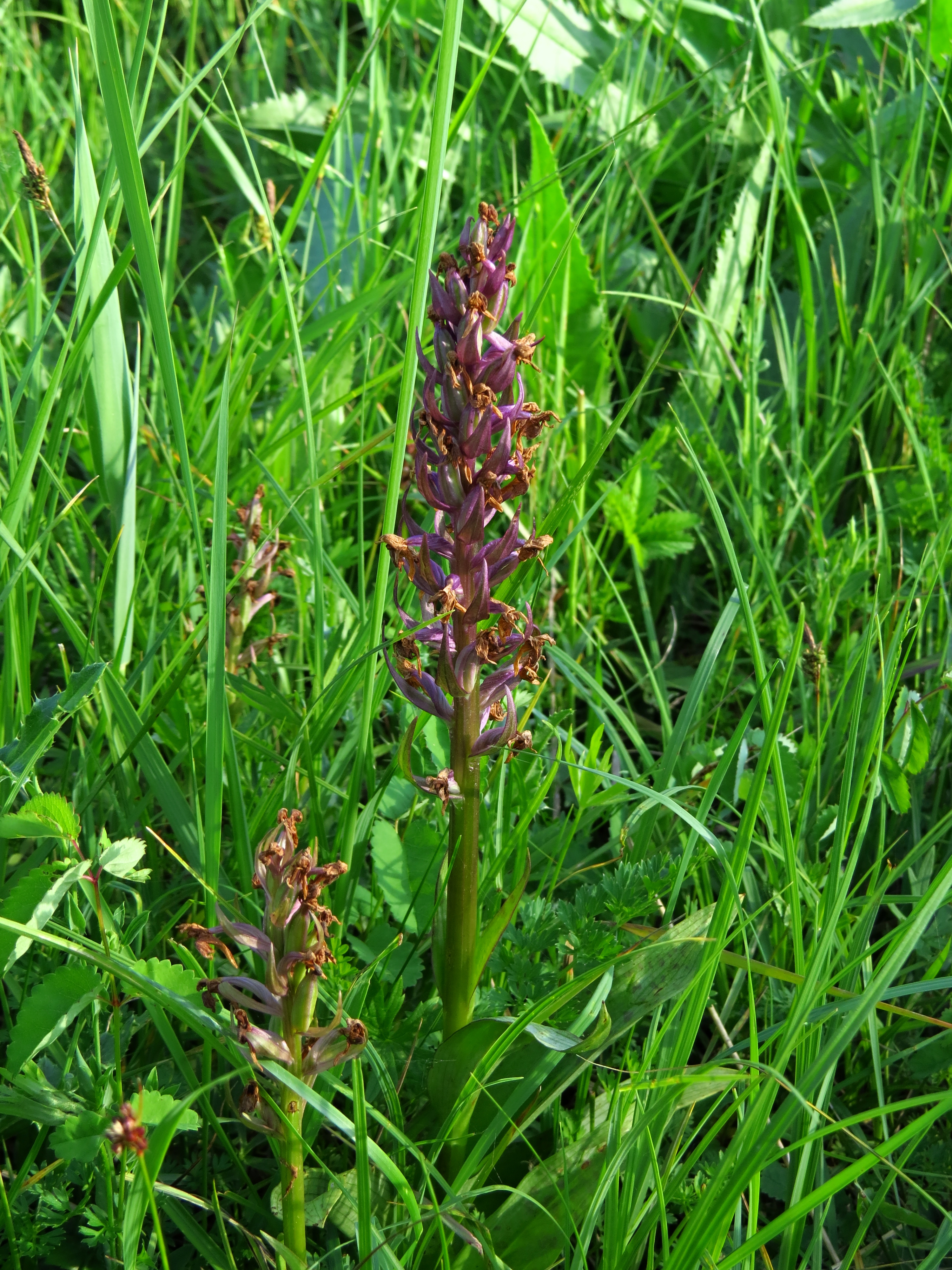
Odkvetlý prstnatec májový
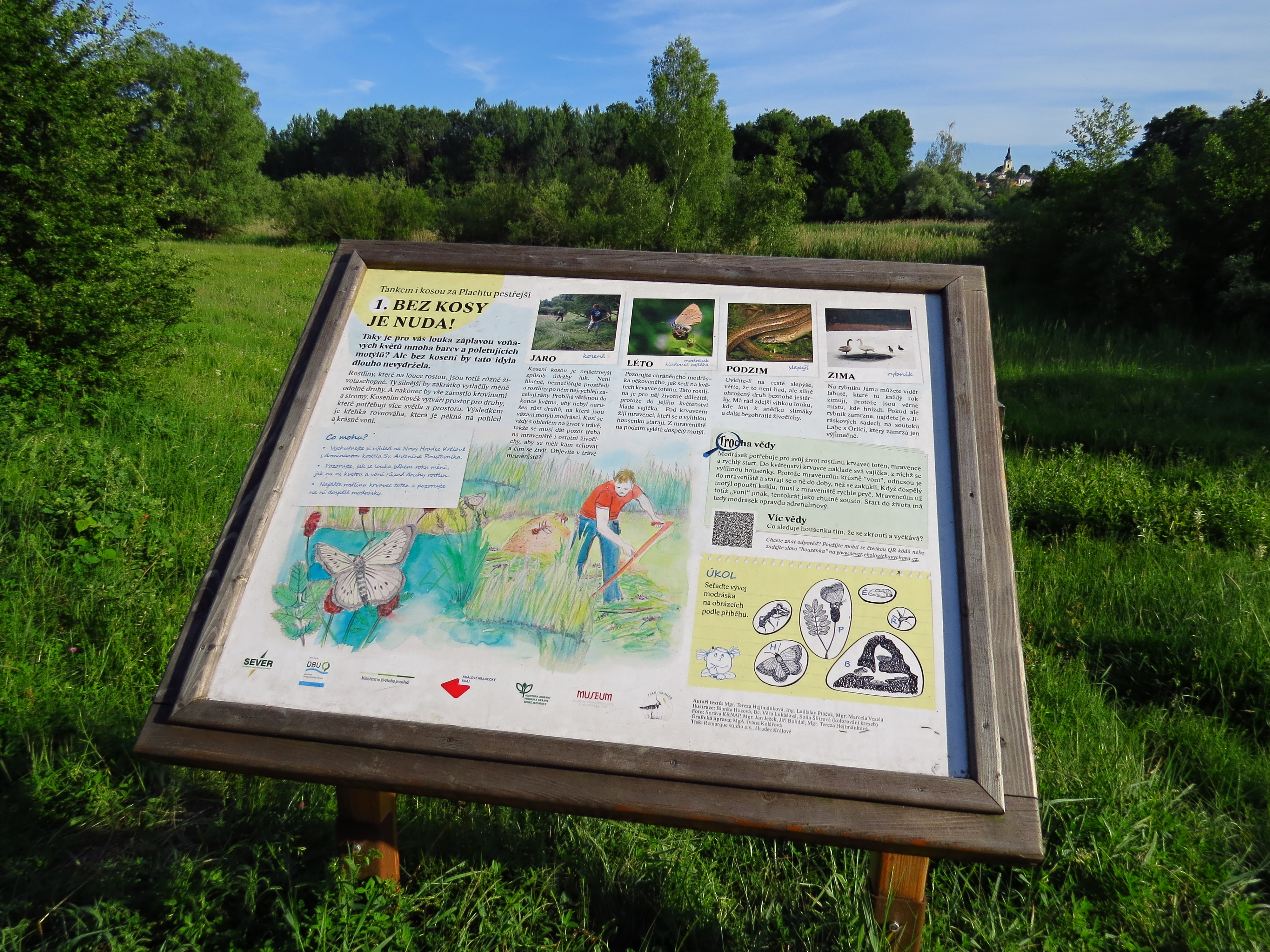
Infotabule naučné stezky
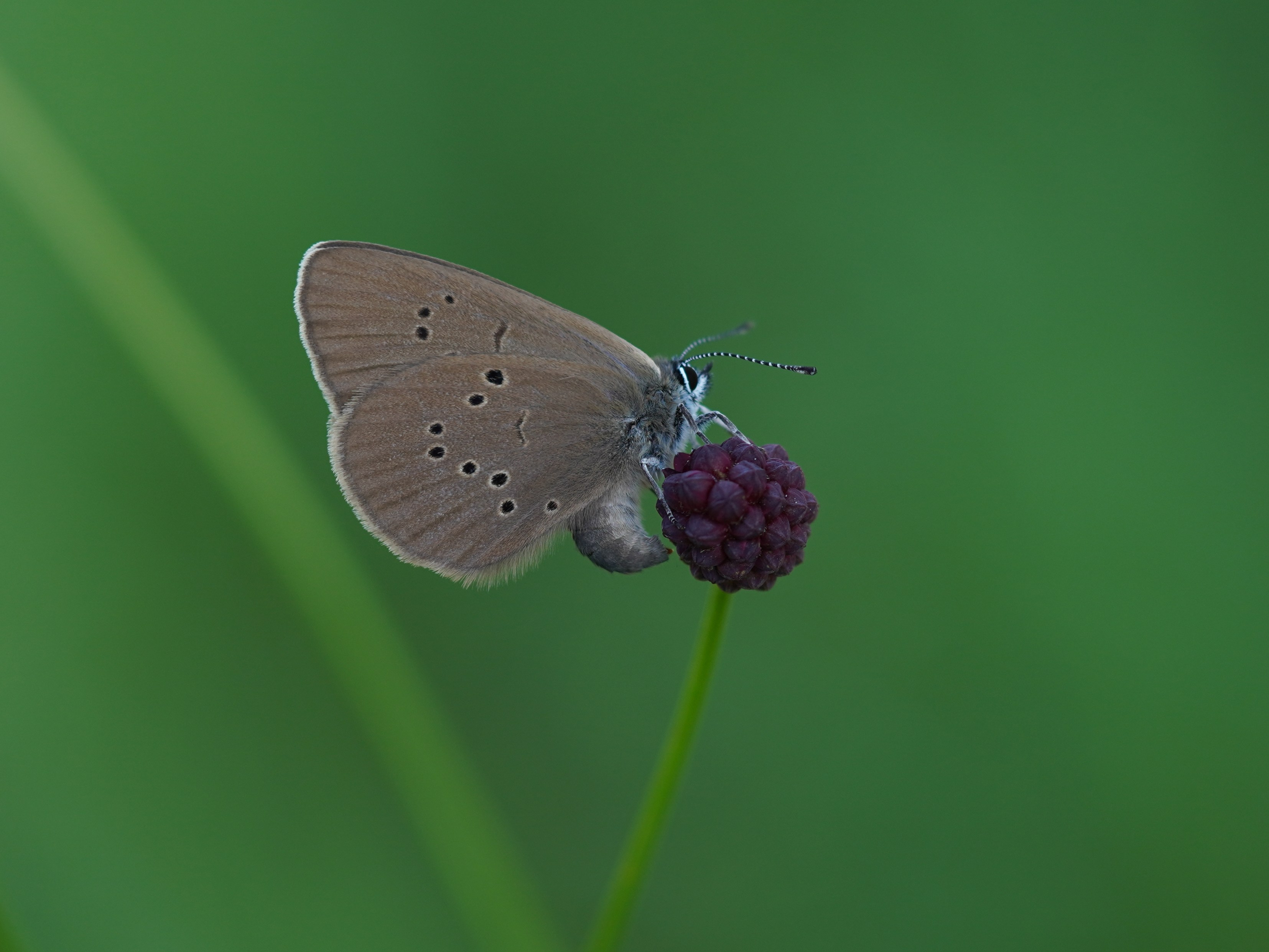
Modrásek bahenní v PP Na Plachtě 3